# Edmondo Mayor des Planches

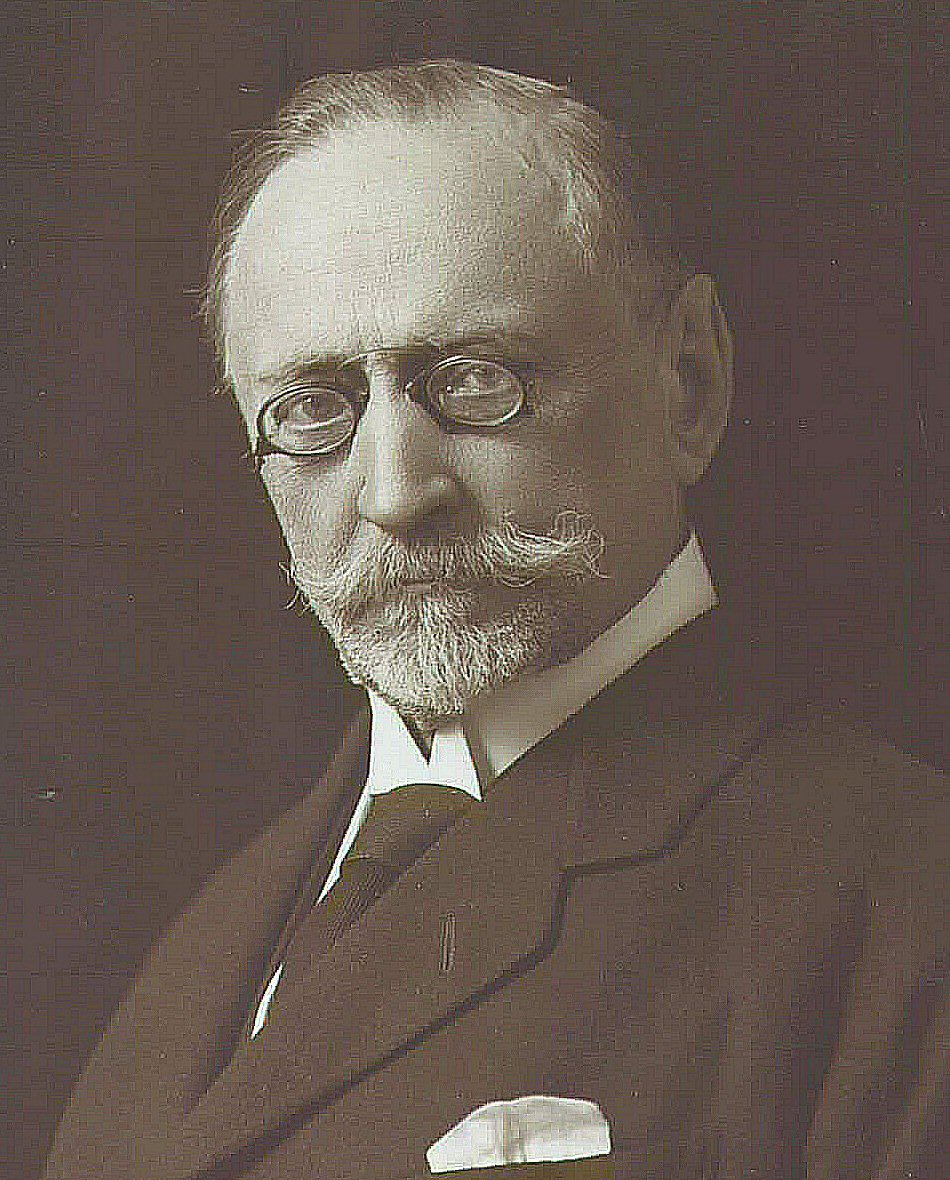
Edmondo Mayor des Planches

Edmondo Mayor des Planches (* 27. Juli 1851 in Lyon; † 26. Dezember 1920 in Rom) war ein Diplomat und Politiker im Königreich Italien, dem 1904 der Titel eines Barone verliehen wurde und der unter anderem von 1891 bis 1901 Gesandter in Serbien, zwischen 1901 und 1910 Gesandter in den Vereinigten Staaten sowie von 1910 bis 1911 Gesandter im Osmanischen Reich war. Von 1917 bis zu seinem Tode gehörte er zudem dem Senat an.

## Leben
Edmondo Mayor des Planches war der Sohn von Paul François Louis Mayor des Planches und Marie Louise Chevalier. Seine Familie stammte aus der Schweiz und hatte jüdische Wurzeln. Er absolvierte ein Studium der Rechtswissenschaften an der Universität Turin, welches er mit der Laurea abschloss. Am 1. Februar 1875 trat er in den diplomatischen Dienst des Außenministeriums ein und wurde am 29. März 1875 zum Untersekretär Dritter Klasse. Während dieser Zeit wurde er 1875 auch Mitglied der Italienischen Geografischen Gesellschaft. Im Laufe der nächsten Jahre wurde er am 31. Dezember 1876 zum Vizesekretär Zweiter Klasse, am 20. Juni 1880 zum Vizesekretär Erster Klasse, am 31. März 1881 zum Sekretär Dritter Klasse, am 29. März 1885 zum Sekretär Zweiter Klasse sowie schließlich am 29. Dezember 1887 zum Sekretär Erster Klasse im Außenministerium ernannt. Am 30. Januar 1891 wurde er als Erster Sekretär an die Gesandtschaft im Königreich Rumänien versetzt sowie im Anschluss am 19. April 1894 an die Gesandtschaft im Deutscben Kaiserreich. Dort wurde er am 24. Juni 1894 zum Legationsrat  befördert und ebenfalls 1894 in den Adelsstand erhoben.
Am 25. August 1894 wurde er an die Gesandtschaft in der Schweiz sowie am 27. November 1898 an die Gesandtschaft im Königreich Serbien versetzt. Am 24. April 1899 wurde er schließlich zum Gesandten Zweiter Klasse ernannt und war daraufhin zwischen dem 24. April 1899 und dem 9. August 1901 selbst außerordentlicher Gesandter und bevollmächtigter Minister im Königreich Serbien. Am 9. August 1901 löste er Saverio Fava als Gesandter in den Vereinigten Staaten ab und verblieb bis zum 11. Januar 1910 auf diesem Posten, woraufhin Luigi Cusani Confalonieri sein dortiger Nachfolger wurde. Während dieser Zeit wurde er am 23. Januar 1902 für seine Verdienste Kommandeur des Ordens der Heiligen Mauritius und Lazarus und am 23. Juni 1904 zum Gesandten Erster Klasse befördert. Durch Königliches Dekret vom 9. Juni 1904 und Königliches Patent vom 10. Oktober 1904 wurde ihm zudem der Titel eines Baron verliehen.
Mayor des Planches übernahm am 11. Januar 1910 von Guglielmo Imperiali di Francavilla das Amt als Gesandter im Osmanischen Reich. Diese hatte er bis zum 13. Juli 1911 inne und wurde daraufhin von Eugenio Camillo Garroni abgelöst. Aufgrund seiner Verdienste wurde er am 13. Januar 1910 Großoffizier des Ordens der Heiligen Mauritius und Lazarus. Am 6. August 1911 erhielt er auch das Großkreuz des Ordens der Heiligen Mauritius und Lazarus. Mit seinem Eintritt in den Ruhestand am 8. Oktober 1911 wurde ihm der Ehrentitel eines Botschafters verliehen.
Am 23. Februar 1917 wurde Edmondo Mayor des Planches, dem auch das Großkreuz des Ordens der Krone von Italien verliehen wurde, zum Senator des Königreiches ernannt und gehörte diesem vom 9. März 1917 bis zu seinem Tode am 26. Dezember 1920 an. Aus seiner Ehe mit Aglae Maria Antonietta Chevalier gingen die vier Söhne Paolo, Renato, Giorgio und Armando hervor.